# (5760) Mittlefehldt
(5760) Mittlefehldt est un astéroïde de la ceinture principale.

## Description
(5760) Mittlefehldt est un astéroïde de la ceinture principale. Il fut découvert le 1er mars 1981 à Siding Spring par Schelte J. Bus. Il présente une orbite caractérisée par un demi-grand axe de 2,97 UA, une excentricité de 0,10 et une inclinaison de 9,6° par rapport à l'écliptique.

## Compléments